# Frankenstraße (Düren)

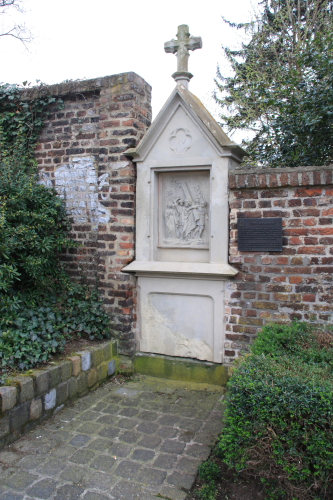
Die Kreuzwegstation in der Frankenstraße

Die Frankenstraße in der Kreisstadt Düren (Nordrhein-Westfalen) ist eine alte Innerortsstraße. Sie beginnt an der Bonner Straße und endet an der Einmündung der Eberhard-Hoesch-Straße. Im weiteren Verlauf heißt sie in Richtung östlicher Ortsausgang Römerstraße.
Die Frankenstraße wird heute noch im Volksmund „Sturmsberg“ genannt, weil im oberen, bergaufwärts führenden Teilstück früher die Sturmbrauerei stand.

## Geschichte
Die Frankenstraße war ein Teilstück des sogenannten Stationsweges, der vom Bonnkreuz zum Muttergotteshäuschen führte. Von den 14 Kreuzwegstationen ist als einzige noch die Kreuzwegstation Frankenstraße erhalten.
Die Straße wurde nach Beschluss des Stadtrates vom 10. Juni 1902 nach dem Volk der Franken benannt.